# Alexandru Țăruș
Alexandru Mihai Țăruș (Săcele, 9 maggio 1989) è un rugbista a 15 rumeno, pilone delle Rouen.

## Biografia
Nato a Braşov, si formò nella locale società rugbistica. Selezionato per la nazionale under-20 partecipò al Trofeo World Rugby Under-20 2009 in Kenya conquistando il titolo. Ha continuato la carriera giocando per Steaua, Arad e Timişoara nel campionato rumeno.
In nazionale maggiore fece il suo debutto durante la Nations Cup nella vittoria con l'Argentina A. È stato convocato per la Coppa del Mondo di rugby 2015, giocando due partite con Canada e Irlanda subentrando dalla panchina.
Dopo la coppa del mondo si trasferì in Francia al Béziers e poi, nel 2017, Țăruș si trasferì in Inghilterra al Sale Sharks.
Il 15 aprile 2019, Tarus lasciò Sale per unirsi alla franchigia italiana delle Zebre in Pro14.

## Palmarès
- Campionati rumeni: 3
Timişoara: 2012, 2013, 2015